# San Jerónimo Miahuatlán
San Jerónimo Miahuatlán är en ort i Mexiko.   Den ligger i kommunen Santo Tomás Tamazulapan och delstaten Oaxaca, i den sydöstra delen av landet, 400 km sydost om huvudstaden Mexico City. San Jerónimo Miahuatlán ligger 1 702 meter över havet och antalet invånare är 174.
Terrängen runt San Jerónimo Miahuatlán är kuperad söderut, men norrut är den platt. Runt San Jerónimo Miahuatlán är det glesbefolkat, med 19 invånare per kvadratkilometer. Närmaste större samhälle är Miahuatlán de Porfirio Díaz, 7,5 km nordväst om San Jerónimo Miahuatlán. I omgivningarna runt San Jerónimo Miahuatlán växer huvudsakligen savannskog.